# Enclisis ruficoxis
Enclisis ruficoxis är en stekelart som beskrevs av Jonathan 1999. Enclisis ruficoxis ingår i släktet Enclisis och familjen brokparasitsteklar. Inga underarter finns listade i Catalogue of Life.